# ニュートン流体

以下の流体における、ずり速度（横軸）と接線応力（縦軸）との関係を表したグラフ
2:ニュートン流体
2以外；非ニュートン流体
1：ダイラタント流体
3：擬塑性流体
4：ビンガム流体

ニュートン流体（ニュートンりゅうたい、英: Newtonian fluid）とは、ニュートンの粘性法則に厳密に従う流体である。名称は、イギリスの物理学者アイザック・ニュートンに因んで名付けられた。
ニュートン流体の流れのことを、ニュートン流動（英: Newtonian flow）という。また、ニュートンの粘性法則に従わない流体のことを、総称して非ニュートン流体という。

## ニュートンの粘性法則
粘性とは、流体を動かすときに抵抗力が働く性質のことである。流体の粘性は、流体内部の摩擦によって発生するため、この抵抗力を「摩擦応力」と呼ぶ。
基本的に、摩擦応力は、流体−流体間または流体−物体間の速度勾配（速度の変化率）に比例して大きくなることが知られている。この法則がニュートンの粘性法則（英: Newton's law of viscosity）である。
直交座標による空間を考え、そこで流体による流れが存在すると考える。簡単のため境界等の効果は考えないものとする。このとき流体と流体（または流体と物体）は、その間にある面を境にして力（応力）を及ぼし合っていて、面に垂直な方向（法線方向）の単位面積当たりに働く力が圧力であり、面に平行な方向（接線方向）の単位面積当たりに働く力を接線応力あるいはせん断応力という。
流れている流体の粘性率を {\displaystyle \mu }（Pa·s）, 流体の速さを {\displaystyle u}（m/s）, 流体−流体間または流体−物体間の距離を {\displaystyle y}（m）とすると、接線応力 {\displaystyle \tau }（Pa）は、
{\displaystyle \tau =\mu {\partial u \over {\partial y}}}
となる。この時、{\displaystyle {\partial u \over {\partial y}}}（1/s）をこの流体のずり速度という。ニュートン流体では、粘性率 {\displaystyle \mu } がずり速度に依存せず、常に定数で表される。
より一般には、上式はテンソル表示され次のようになる。
{\displaystyle {\begin{aligned}&\tau =-\mu S,\\&S_{ij}=2\partial _{(i}v_{j)}={\frac {\partial v_{i}}{\partial x_{j}}}+{\frac {\partial v_{j}}{\partial x_{i}}}\end{aligned}}}
ここで {\displaystyle \tau } は圧力テンソル、 {\displaystyle S_{ij}} はひずみテンソルである。